# 102. peruť (Izrael)
102. peruť (hebrejsky טייסת 102‎) Izraelského vojenského letectva, také známá jako Peruť létajících tygrů (hebrejsky טייסת הנמר המעופף‎), byla dříve jednotkou provozující lehké bitevní stroje A-4H Skyhawk a později A-4N. V současnosti provozuje letouny M-346 „Lavi“ na základně Chacerim v Negevu blízko Beerševy.
Peruť vznikla v srpnu 1967 když Izrael získal nové A-4 jako náhradu stárnoucích strojů Mystère IV a Super Mystère, současně s přeorientováním Izraelského letectva z techniky francouzského původu na americkou, v důsledku francouzského embarga po roce 1967. Peruť se zúčastnila všech hlavních izraelských konfliktů po roce 1968, v nichž plnila jak úlohu izolace bojiště tak přímé podpory. Utrpěla vážné ztráty, nejtěžší v době jomkipurské války v roce 1973, během níž ztratila okolo dvaceti letounů a sedm jejích pilotů padlo.
Peruť pokračovala v aktivní činnosti, plníc různé úlohy, včetně užití dvoumístných strojů TA-4J pro pokročilý operační výcvik pilotů Izraelského letectva. Peruť je určena aby i do budoucna sloužila jako operační a výcviková jednotka.
Stroje Skyhawk byly v této roli postupně nahrazovány novými letouny M-346 „Lavi“, než byly 13. prosince 2015 zcela vyřazeny ze služby.
V současné době útvar provozuje letouny M-346, kterých do konce června 2016 Izraelské vojenské letectvo obdrželo třicet kusů.